# Helmut Langhammer
Helmut Langhammer (* 1940 in Dolní Oldřiš, Tschechien, deutsch Nieder Ullersdorf) ist ein deutscher Bildhauer, Objekt- und Installationskünstler.

## Leben

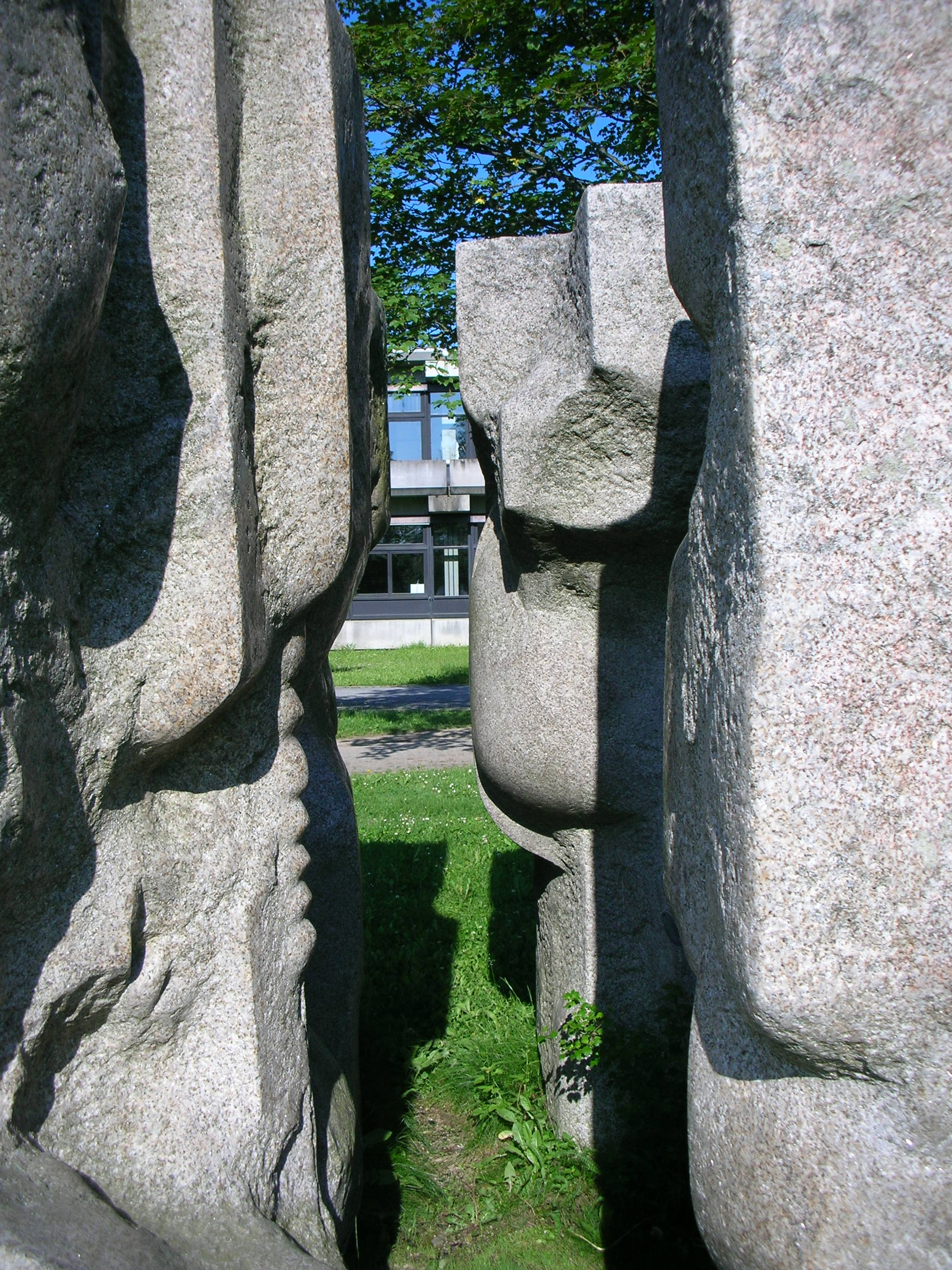
„Begehbarer Würfel“ (1978)
(Campus der Universität Regensburg)

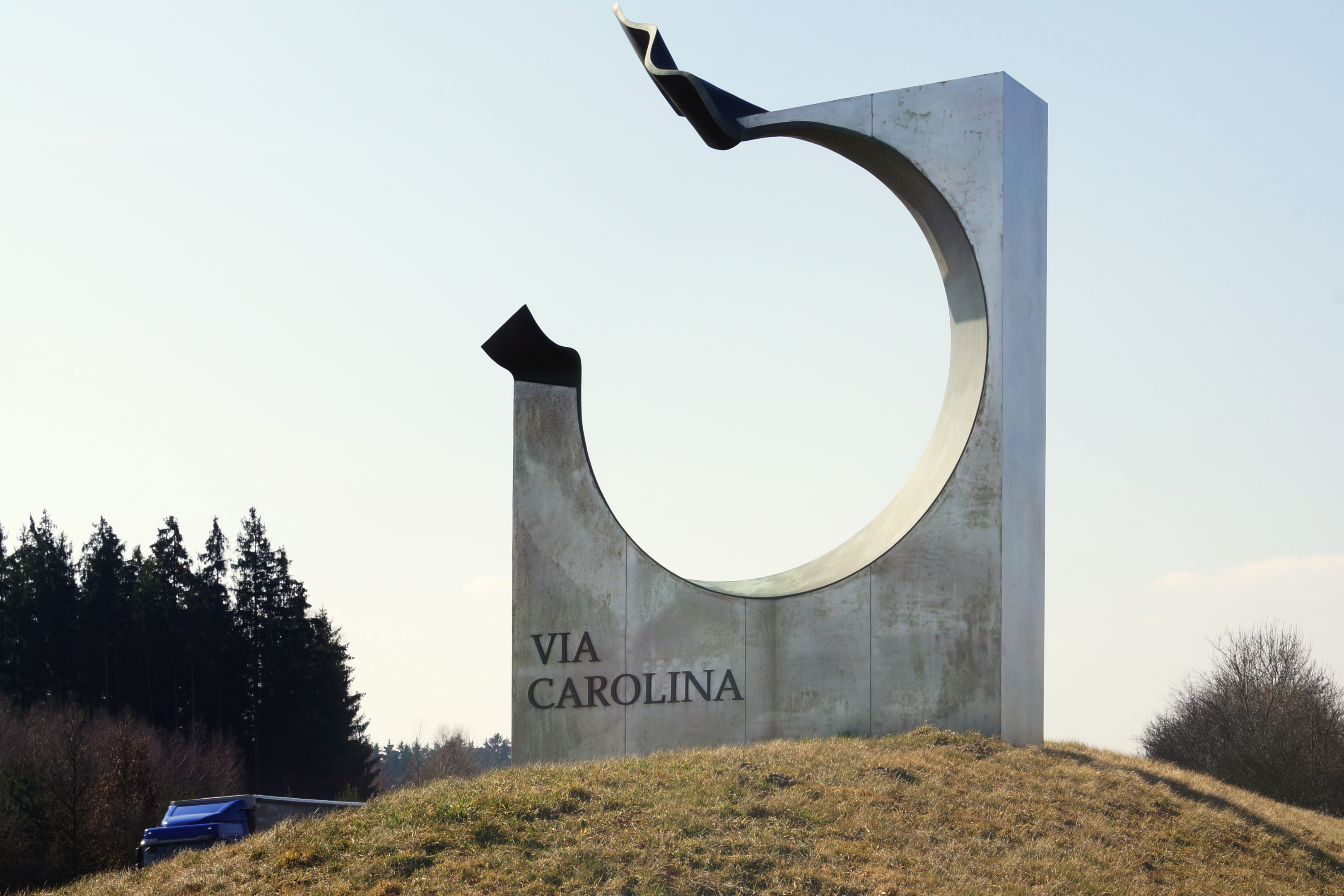
Eine der beiden „Via Carolina“-Plastiken am Grenzübergang Waidhaus (deutsche Seite).

Nach einer Handwerkslehre von 1954 bis 1957 absolvierte Langhammer von 1960 bis 1964 ein Bildhauerstudium an der Meisterschule für Holzbildhauer in Stuttgart bei Ernst Rülke und an der Kölner Werkschule bei Joseph Jaekel. Seit 1964 arbeitet er in seinem Atelier in Pressath. Seine Frau Ruthild, mit der er auch gemeinsam ausstellt, stammt ebenfalls aus dem Sudetenland und ist Malerin. Dreimal begab er sich zu Studienzwecken in den westafrikanischen Teil der Sahara.
Langhammer fertigte viele öffentliche und kirchliche Skulpturen, Großplastiken und Ensembles. Viele davon sind als Kunst am Bau oder in öffentlichen Raum zu betrachten. So fertigte er beispielsweise 1978 den „Begehbaren Würfel“ aus Granit für den Campus der Universität Regensburg. Die vier Meter hohe Brückenskulptur an der Naabbrücke bei Etterzhausen an der Staatsstraße nach Kallmünz wurde 1978 von ihm gefertigt. 2004 entwarf und fertigte er den Zelebrationsaltar aus Kalkstein, den Ambo, den Tabernakel und den Sedilien sowie ein zurückhaltendes Eisengitter für die Sailerkapelle des Regensburger Doms. Für den Grenzübergang Waidhaus an der BAB 6/D 5 als Teil der Europastraße 50, die dort als Teil der Goldenen Straße diesen Namen trägt, fertigte er die „Via Carolina“-Plastiken auf beiden Grenzseiten. Beispielsweise übernahm er auch die künstlerische Ausgestaltung Nardini-Verehrungskapelle des Klosters Mallersdorf. Im Rahmen der Umbau- und Sanierungsarbeiten der Pfarrkirche St. Peter in Wenzenbach unter des Büros Brückner & Brückner Architekten war er für die Bildhauerarbeiten zuständig. Eine der drei Stelen im Weidener Max-Reger-Park stammt von ihm. Beim 1. KunstGipfel mit Objekten, Klangwelten und Lichtinstallationen im „GeoPark Kaolinrevier Hirschau-Schnaittenbach“ (Monte Kaolino) war Langhammer im Jahr 2000 mit seiner Installation „Spuren lassen Flügel wachsen oder der Flug des Ikarus“ beteiligt, bei der er mit schwarzen Kunststofffolien eine 120 Meter lange Treppe an der Bergflanke darstellte. Auch beim Papstbesuch Benedikt XVI. in Regensburg übernahm er 2006 die künstlerische Ausgestaltung der Zeltkonstruktion auf der Altarinsel auf dem Islinger Feld. 2011 entwarf er die neue Grabanlage der Abtei Windberg.
Viele seiner Skulpturen befinden sich in öffentlichen Sammlungen. Seine Werke wurden regelmäßig in Ausstellungen gezeigt. So war er beispielsweise 1972 deutscher Vertreter beim internationalen Künstlersymposion „Living Arts“ in Johannesburg, Südafrika. Seit 1999 sind Werke von ihm regelmäßig bei der Großen Ostbayerischen Kunstausstellung (GOK) des BBK Niederbayern/Oberpfalz zu sehen, wo er Mitglied ist. Seine Skulptur „Station“ (1997) aus Granit, Stahl und Hanf wurde vom Bistumsmuseen Regensburg im März 2013 als „Kunstwerk des Monats“ präsentiert Langhammer ist auch Mitglied des Oberpfälzer Kunstvereins (OKV).

## Einzelausstellungen (Auswahl)
- 1989: Bergbau- und Industriemuseum Ostbayern, Hammerschloss Theuern
- 1995: Dostlerhaus, Pressath
- 2000: Oberpfälzer Künstlerhaus, Schwandorf
- 2007: „Schatten und Gewitterwolken“, Wieskapelle, Speinshart (präsentiert von der Sektion Speinshart des Heimatvereins Eschenbach)[14]
- 2012: „Der Geist weht, wo er will“, E.ON-Netzcenter, Weiden in der Oberpfalz[15]

## Auszeichnungen
- 1978: Kulturförderpreis Ostbayern, OBAG
- 1995: Kulturpreis Ostbayern, OBAG
- 2014: Nordgaupreis des Oberpfälzer Kulturbundes in der Kategorie „Bildende Kunst“

## Sonstiges
Eine Porträtskizze Langhammers des Zeichners Willy Lütcke von 1975 befindet sich im Besitz des Museums Haus Hansestadt Danzig in Lübeck.